# 1FL TV
Az 1FL TV egy magántulajdonú televíziócsatorna Liechtensteinben. Az adást 2008. augusztus 15-én, a nemzeti ünnepen kezdte meg. A hivatalos községi csatornák mellett ez a hercegség egyetlen tévéadója.
A csatorna üzemeltetője a Media Holding AG, Beatrix Schartl osztrák médiavállalkozó és Peter Heeb, az 1FL TV vezetőjének közös vállalkozása.
A műsorokat a liechtensteini analóg kábelhálózaton továbbítják, amely a 11 községben összesen 15 000 háztartást ér el. A műsorokat német nyelven és helyi tájszólásban sugározzák.
2008 augusztusában egy óránként ismételt tesztműsorral kezdték meg a sugárzást. 2008. november 1-jére állt össze a végleges műsorrend.

## Fordítás
- Ez a szócikk részben vagy egészben a 1 FL TV című angol Wikipédia-szócikk ezen változatának fordításán alapul.  Az eredeti cikk szerkesztőit annak laptörténete sorolja fel. Ez a jelzés csupán a megfogalmazás eredetét és a szerzői jogokat jelzi, nem szolgál a cikkben szereplő információk forrásmegjelöléseként.

## Külső hivatkozások
- Hivatalos honlap (német)